# بازآرایی دمیانوف
بازآرایی دمیانوف(به انگلیسی: Demjanov rearrangement) واکنش شیمیایی آمین‌های نوع اول با نیترو اسید برای تولید الکل‌های بازآرایی شده‌است. این واکنش شامل جایگزینی توسط گروه هیدروکسیل با انبساط احتمالی حلقه است. نام این واکنش از نام شیمیدان روسی نیکولای یاکوولویچ دمیانوف (۱۸۶۱–۱۹۳۸) گرفته شده‌است.